# CBS 레코드
CBS 레코드(CBS Records)는 CBS 텔레비전 스튜디오가 소유한 엔터테인먼트 재산의 음악을 활용하기 위해 2006년에 CBS 코퍼레이션에 의해 설립된 레코드 레이블이다.